# زبغنيو بريجينسكي

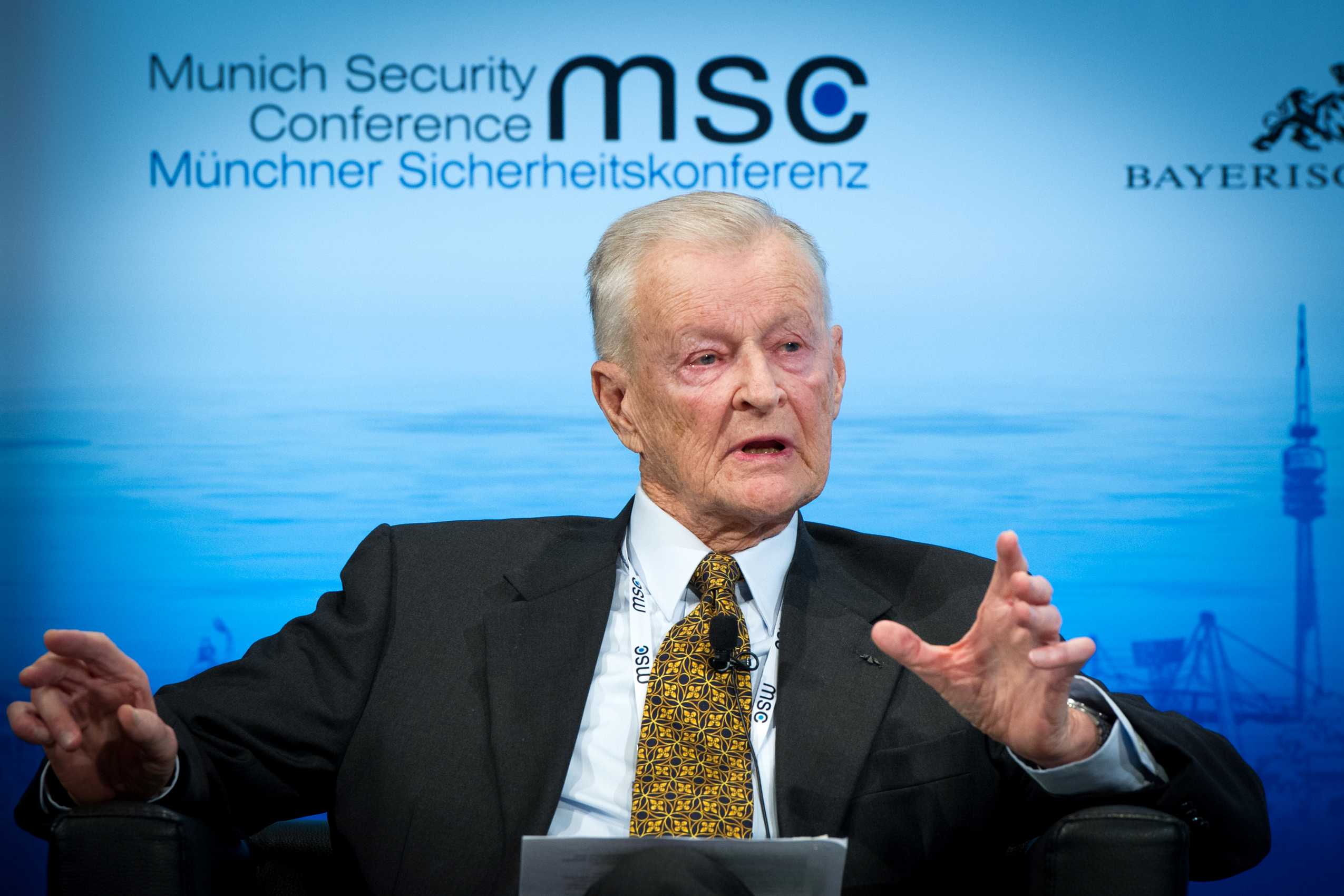

زبيغنيو بريجينسكي (بالبولندية: Zbigniew Brzeziński)‏ (28 مارس 1928 - 26 مايو 2017) مفكر استراتيجي ومستشار للأمن القومي لدى الرئيس الأميركي جيمي كارتر بين عامي 1977 و1981. كما عمل مستشاراً في مركز الدراسات الإستراتيجية والدولية، وأستاذاً (بروفسوراً) لمادة السياسة الخارجية الأميركية في كلية بول نيتز للدراسات الدولية المتقدمة بجامعة جون هوبكينز في واشنطن.
كان زبيغنيو بريجينسكي من الشخصيات القليلة بين خبراء السياسة الخارجية الأمريكية التي حذرت إدارة بوش صراحة من غزو العراق. وينقل عنه في شباط 2003 وقبل حرب العراق بأسابيع قوله إنه إذا قررت الولايات المتحدة المضي قدما في خططها الخاصة بالعراق، فسوف تجد نفسها بمفردها لتتحمل تكلفة تبعات الحرب، فضلاً عن ازدياد مشاعر العداء والكراهية الناتجة عن تلك الحرب. في كتابه الجديد «فرصة ثانية» يوجه سهام نقده اللاذعة إلى السياسة الخارجية الأمريكية في عهد كل من جورج بوش الأب وبيل كلينتون وجورج بوش الابن، ويعتقد أن الولايات المتحدة خلال حكم هؤلاء الثلاثة قد فرطت وأهدرت فرصتها الأولى لقيادة العالم عندما سنحت هذه الفرصة مع انتهاء الحرب الباردة بسقوط الاتحاد السوفيتي. ورغم ضياع الفرصة الأولى في ظل أداء ضعيف يفتقر للرؤية الاستراتيجية لدى كل من الرؤساء الثلاثة، فإن بريجينسكي يرى أن الولايات المتحدة ما تزال لديها فرصة ثانية. ويؤكد بريجينسكي على أهمية الشهور العشرين القادمة في حسم اضطلاع الولايات المتحدة بقيادة العالم محذراً من أن ازدياد سوء الوضع في العراق أو توسيع دائرة الحرب في الشرق الأوسط بمهاجمة إيران ربما يؤديان إلى أن تذكر كتب التاريخ أن عمر الولايات المتحدة كقائدة للعالم كان قصيراً جداً.
قبل وفاته بعام (أي 2016) كتب بريجينسكي مقالة هامة (بعنوان: Toward a Global Realignment) كانت بمثابة الوصية الأخيرة، إذ أكد فيها أنَ الهيمنة الأميريكية باتت في أيامها الأخيرة وأن السياسة الأميريكية يجب انّ تتجه لخلق تحالفات جديدة حتى مع القوى التي كانت تعدّ منافسا ومتحدياً تاريخيّاً للهيمنة والقوة الأمريكيتين ومنها الصين وروسيا. والهدف من ذلك كله هو خلق نوع من إعادة التنظيم والتموضع (Global Realignment) للقوة العالمية الفاعلة.

## من كتبه
- «خارج السيطرة».
- «الفشل الكبير».
- «خطة اللعبة».
- «القوة والمبدأ».
- فرصة ثانية: ثلاثة رؤساء وأزمة القوة العظمى الأمريكية. (بالإنجليزية: Second Chance: Three Presidents and the Crisis of American Superpower)

## كتبه عنه
- كتابه «زبيغ: حياة زبغنيو بريجنسكي، نبيّ أمريكا الحرب الباردة»، منشورات «سايمون آند شوستر» في نيويورك؛ للكاتب السياسي البريطاني ـ الأمريكي إدوارد لوس[6]

## روابط خارجية
زبغنيو بريجينسكي على موقع IMDb (الإنجليزية)
- زبغنيو بريجينسكي على موقع الموسوعة البريطانية (الإنجليزية)
- زبغنيو بريجينسكي على موقع مونزينجر (الألمانية)
- زبغنيو بريجينسكي على موقع إن إن دي بي (الإنجليزية)
- زبغنيو بريجينسكي على موقع ديسكوغز (الإنجليزية)
- زبغنيو بريجينسكي على موقع قاعدة بيانات الفيلم (الإنجليزية)